# Luke Cundle
Luke James Cundle (Warrington, 26 aprile 2002) è un calciatore inglese, centrocampista del Millwall.

## Carriera
Cundle è cresciuto nel settore giovanile del Wolverhampton dove è approdato nel 2014 proveniente dal Burnley. Ha debuttato in prima squadra il 25 settembre 2019 nell'incontro di EFL Cup vinto ai rigori contro il Reading. L'esordio in Premier League è arrivato un anno e mezzo più tardi, il 15 gennaio 2022, quando è entrato in campo nei minuti di recupero contro il Southampton.
Il 29 agosto 2022 è stato prestato allo Swansea City per tutta la stagione. Ha esordito con il club gallese cinque giorni dopo nell'incontro di Championship vinto 1-0 contro il QPR. Il 17 settembre ha trovato il primo gol in carriera nella vittoria per 3-0 contro l'Hull City. Ha chiuso la stagione con 34 incontri e 3 reti segnate.
Il 7 agosto 2023 è stato prestato al Plymouth.

## Statistiche

### Presenze e reti nei club
Statistiche aggiornate al 16 novembre 2023.
| Stagione        | Squadra         | Campionato      | Campionato | Campionato | Coppe nazionali | Coppe nazionali | Coppe nazionali | Coppe continentali | Coppe continentali | Coppe continentali | Altre coppe | Altre coppe | Altre coppe | Totale | Totale | Totale |
| Stagione        | Squadra         | Comp            | Pres       | Reti       | Comp            | Pres            | Reti            | Comp               | Pres               | Reti               | Comp        | Pres        | Reti        | Pres   | Reti   |        |
| --------------- | --------------- | --------------- | ---------- | ---------- | --------------- | --------------- | --------------- | ------------------ | ------------------ | ------------------ | ----------- | ----------- | ----------- | ------ | ------ | ------ |
| 2019-2020       | Wolverhampton   | PL              | 0          | 0          | FACup+CdL       | 0+1             | 0               | UEL                | 0                  | 0                  |             | -           | -           | 1      | 0      |        |
| 2020-2021       | Wolverhampton   | PL              | 0          | 0          | FACup+CdL       | 0               | 0               |                    | -                  | -                  |             | -           | -           | 0      | 0      |        |
| 2021-2022       | Wolverhampton   | PL              | 4          | 0          | FACup+CdL       | 1+1             | 0               |                    | -                  | -                  |             | -           | -           | 6      | 0      |        |
| 2022-2023       | Swansea City    | FLC             | 32         | 3          | FACup+CdL       | 2+0             | 0               |                    | -                  | -                  |             | -           | -           | 34     | 3      |        |
| 2023-gen.2024   | Plymouth        | FLC             | 24         | 3          | FACup+CdL       | 1+2             | 1+1             |                    | -                  | -                  |             | -           | -           | 27     | 5      |        |
| gen.-giu.2024   | Stoke City      | FLC             | 0          | 0          | FACup+CdL       | 0+0             | 0+0             |                    | -                  | -                  |             | -           | -           | 0      | 0      |        |
| Totale carriera | Totale carriera | Totale carriera | 60         | 6          |                 | 8               | 2               |                    | 0                  | 0                  |             | -           | -           | 68     | 8      |        |